# ماجدة عبدي
ماجدة عبدي (بالإنجليزية: Maji-da Abdi)‏ (مواليد 25 أكتوبر 1970)، هي مُنتجة ومُخرجة سينمائية إثيوبية.

## وصلات خارجية
- ماجدة عبدي على موقع IMDb (الإنجليزية)